# AllSides
AllSides Technologies Inc. és una empresa nord-americana que estima el biaix polític percebut del contingut als mitjans de comunicació escrits en línia. AllSides presenta diferents versions de notícies similars de fonts que considera a la dreta, l'esquerra i el centre polítics, amb la missió de mostrar als lectors notícies fora del seu filtre bombolla i exposar el biaix mediàtic. AllSides és una creació de John Gable, que ha estat el CEO i el propietari principal de la companyia des de la seva primera iteració.

## Història
AllSides es va llançar al públic el setembre de 2012. Després de treballar com a agent polític republicà a la dècada de 1980 al sud dels Estats Units (incloent-hi treballs per a George HW Bush, Mitch McConnell i el Comitè Nacional Republicà), John Gable va treballar a empreses d'Internet a Silicon Valley on va contractar el desenvolupador de programari Scott McDonald per ajudar-lo a llançar AllSides i convertir-se en el seu CTO. Gable continua identificant-se ideològicament com a republicà.

## Contingut

### Sistema de qualificació
El personal d'AllSides autoinforma les seves tendències polítiques. El 2012, Gable va declarar que AllSides pretén destacar el biaix mediàtic als Estats Units i "mostrar totes les notícies d'esquerra, centre i dreta". A partir del 2021, AllSides es finança mitjançant membres de pagament, donacions puntuals, formació en alfabetització mediàtica i anuncis en línia.
AllSides se centra només en contingut escrit en línia (no TV, ràdio o pòdcasts). Valora les fonts en una escala esquerra-dreta que després s'agrupa en cinc categories (esquerra, s'inclina a l'esquerra, al centre, s'inclina a la dreta i a la dreta) en lloc d'un gradient que l'empresa va reconèixer que sacrifica la precisió a favor de la simplicitat. AllSides publica aquestes valoracions juntament amb els articles que publica al seu lloc.

### Continguts educatius
AllSides es va associar amb Living Room Conversations, una organització sense ànim de lucre fundada per l'empresari i activista progressista Joan Blades, sobre contingut educatiu a través d'una organització relacionada anomenada AllSides for Schools. Gable, Blades i les seves organitzacions associades han elaborat plans de formació per a les escoles sobre com navegar per les converses polítiques i han ajudat a crear Mismatch, una plataforma per connectar estudiants que difereixen políticament i geogràficament.

## Recepció
Jake Sheridan de l'⁣Institut Poynter va assenyalar la controvèrsia al voltant dels gràfics de qualificació de biaix en general i va recomanar que els lectors consideressin la fiabilitat de les fonts a més del possible biaix. També va citar Kelly McBride que reconeixia el biaix com un factor important, però no el més important, sobretot si els gràfics donen una falsa sensació de fiabilitat. Sheridan va citar Tim Groeling que va advertir que, tot i que el biaix és important, els gràfics no són una cosa que la majoria dels consumidors navegarien. Tant Groeling com McBride van elogiar la metodologia d'AllSides i Ad Fontes. El 2019, el columnista de The Guardian John Harris va lamentar que la seva experiència amb AllSides no l'ajudés, com esperava, a treure l'odi mutu de la seva dieta de notícies.
Dashka Slater inclou AllSides en una llista d'organitzacions amb una missió no partidista d'animar els nord-americans a interactuar amb respecte.